# Parc Nacional de Washington Slagbaai
El parc nacional de Washington Slagbaai (en papiament: Parke Nashonal Washington Slagbaai) és una reserva ecològica situada a la part del nord-oest de l'illa caribenya de Bonaire, un municipi especial dels Països Baixos. El parc està administrat per la institució STINAPA Bonaire. Establert el 1969, Washington Slagbaai fou la primera reserva natural que es va crear a les desaparegudes Antilles Holandeses, cobrint aproximadament una cinquena part de l'illa de Bonaire.
Cobreix 5643 hectàrees, i està situat al nord-oest de l'illa. La zona està composta de dunes de sorra, platges, manglars, llacs d'aigua salada i un bosc. Les salines de Slagbaai també són a la Convenció de Ramsar des del 1971 i estan designades com a àrea protegida.
La flora comprèn aproximadament 340 espècies, moltes de les famílies de plantes (al voltant del 40%) tenen una única espècie. Les salines estan ocupades principalment pels flamencs. Entre les espècies de lloros més importants hi ha el lloro de front groc; les probabilitats que sobrevisquin les cries al niu són baixes.

## Galeria

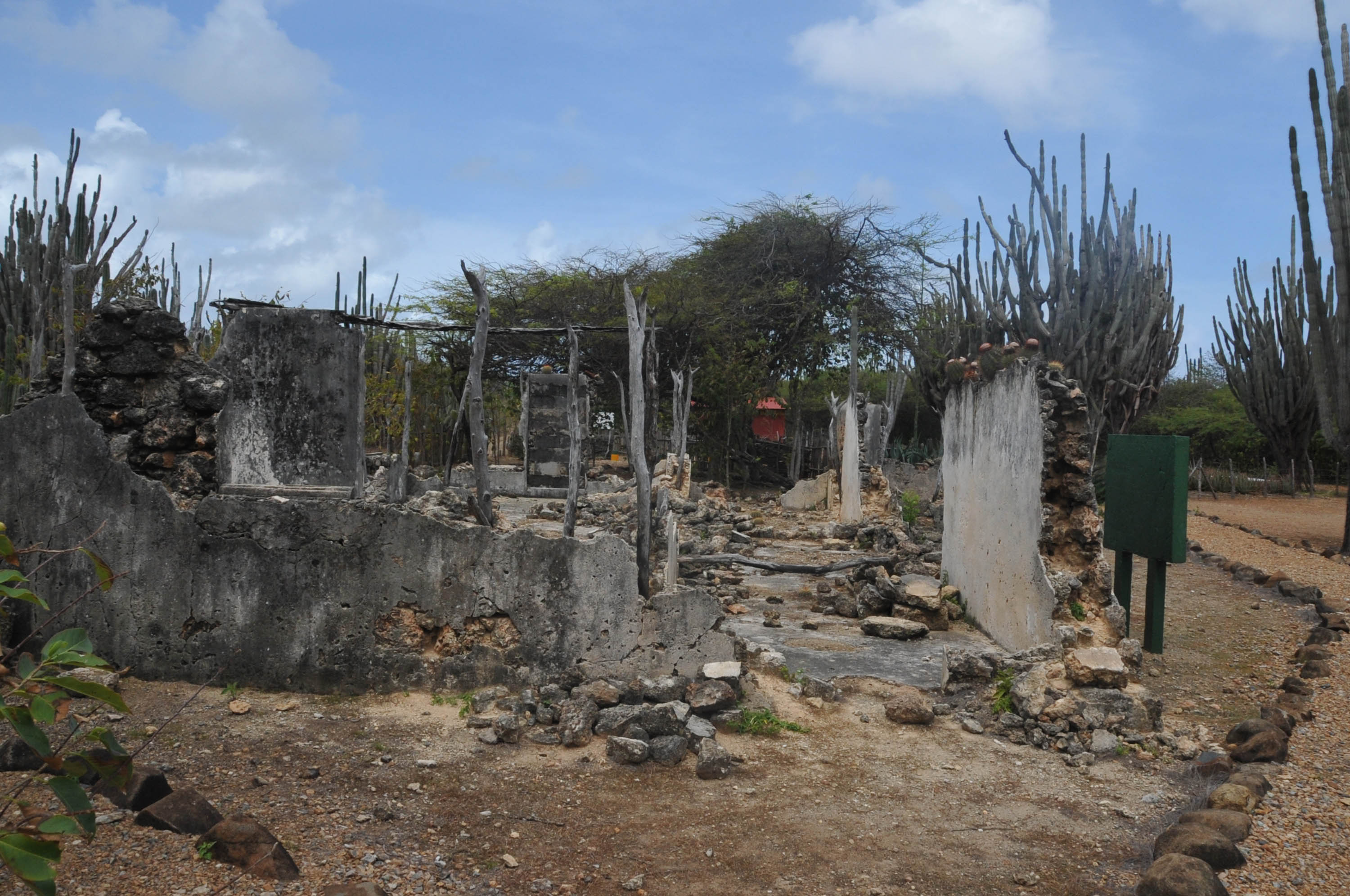
Ruïnes de les plantacions.
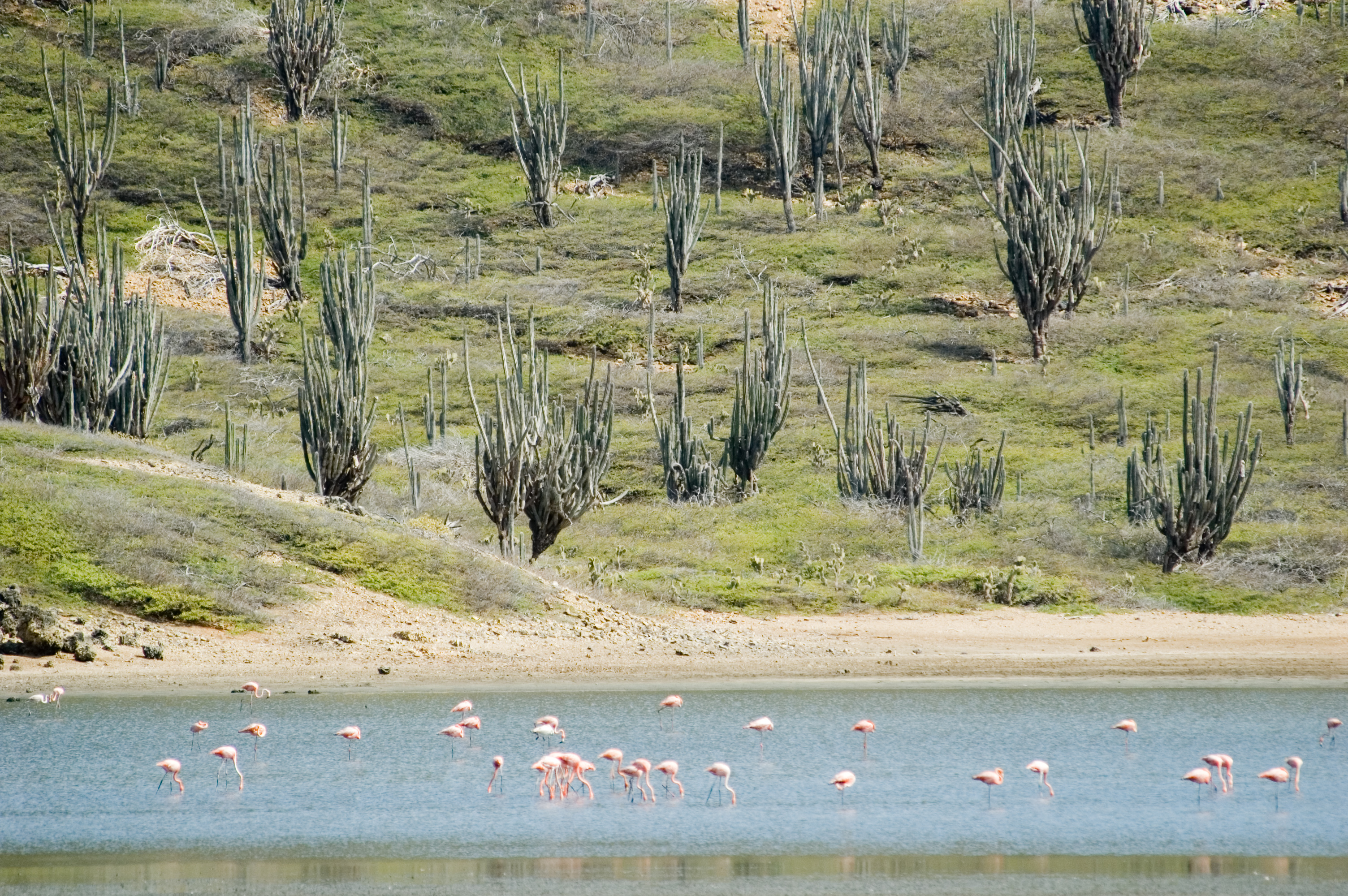
Flamencs del Carib al parc.
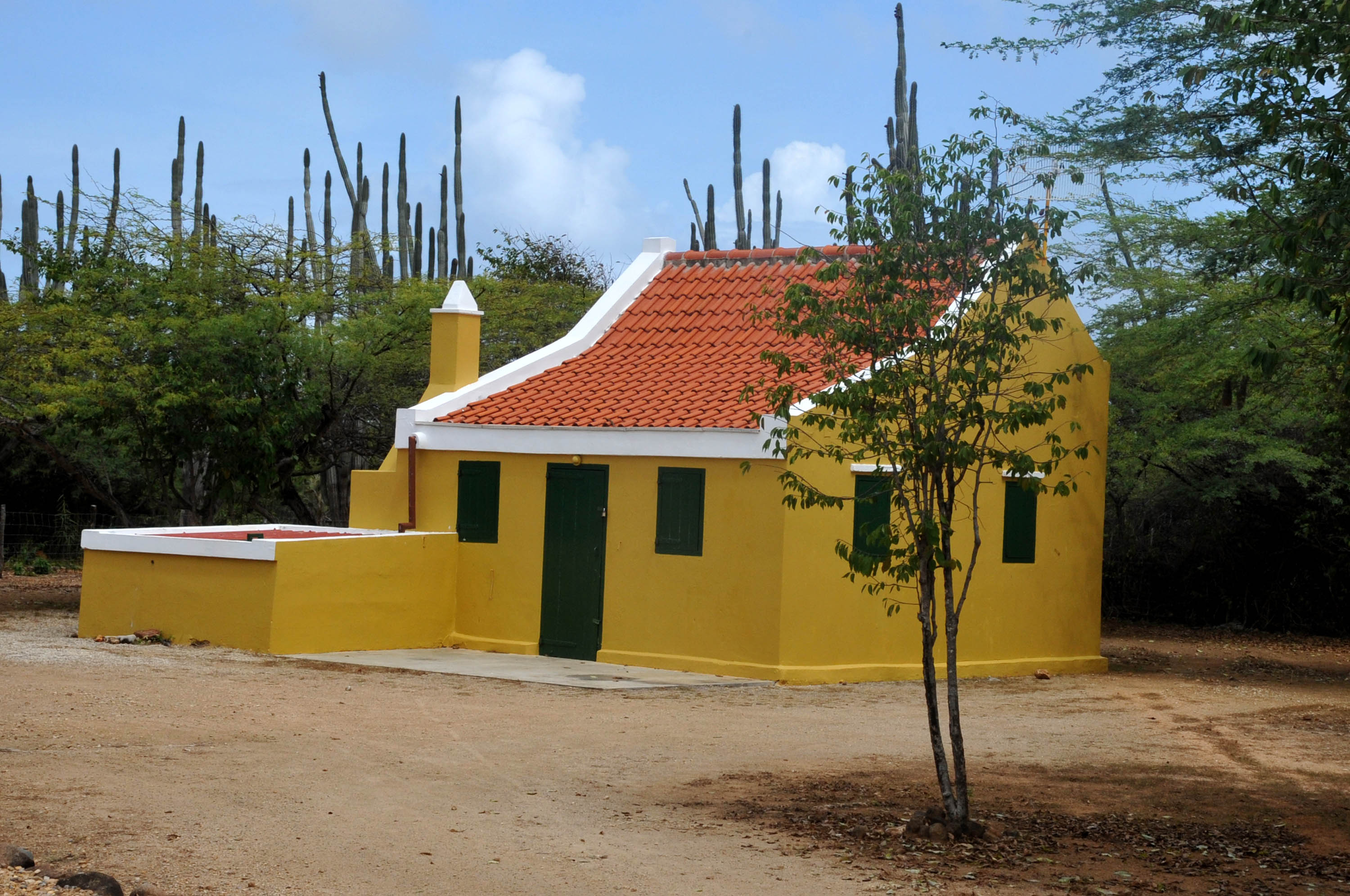
Oficina del superintendent del parc.